# Niclas Gustaf Duncan
Niclas Gustaf Duncan, född 20 november 1711 i Moskva, död 23 april 1771, var en svensk posttjänsteman och spion. 
Han var son till Gustaf Duncan. Niclas Gustaf Duncan föddes i Moskva under faderns tid som krigsfånge där. Efter freden studerade han 1721–1725 vid gymnasiet i Reval varpå han 1725–1731 arbetade som skrivbiträde hos fadern vid postkontoret i Taskula. 1732 blev han student vid Åbo Akademi och blev samma år auskultant i Åbo hovrätt. 1733 utsågs han till sekreterare hos faderns tidigare kollega Joachim von Dittmer. 
Niclas Gustaf Duncans hemtrakter låg vid denna tid på ryskt område och han var genom uppväxt och skoltid väl kunnig i ryska och fick vid denna tid flera erbjudanden om att träda i rysk tjänst. Han valde dock att stanna kvar hos von Dittmer och från 1739 dennes efterträdare Eric Mathias von Nolcken. 1739 blev han dock faderns efterträdare som postmästare i Taskula. 1741 blev han extraordinarie tjänsteman vid Kungliga kansliet och hjälpte Erik Mattias von Nolcken som översättare under fredsförhandlingarna 1743. Han var senare samma år tolk vid de ryska trupperna som efter fredsslutet låg förlagda i Sverige och följde sedan med dessa tillbaka till Ryssland.
Där trädde han i tjänst hos svenska sändebudet i Sankt Petersburg Herman Cedercreutz. Under denna tid erhöll han även 1 000 daler i ersättning för de gods han ägde i norra Karelen och vilka nu hamnat på ryskt område. Han meddelade dock kort därefter en önskan om att träda i rysk tjänst. I kontakter med Johann Albrecht von Korff fick han meddelande om att han skulle få tillträda en tjänst som sekreterare i Kollegiet för est- och livländska ärenden. Von Korff bad honom dock att stanna i svensk tjänst till dess att 1746 års riksdag var avslutad, för att kunna förse honom med information. Han försökte även förmå Duncan att svära rysk trohetsed, något han dock vägrade så länge han var i svensk tjänst, men gick dock med på att förse von Korff med information. Johann Albrecht von Korffs partivänner inom mösspartiet varnade honom för kontakter med Duncan. Trots det litade von Korff på honom. I själva verket hade han Carl Gustaf Tessins uppdrag att spionera på von Korff.
Som belöning för sitt spioneri utnämndes han 1748 till postkommissarie vid den nya gränsstationen i Abborfors 1748. Samma år erhöll han postdirektörs karaktär. Han kvarstod på befattningen i Abborfors fram till sin död 1757. Han erhöll namn, heder och värdighet av Kunglig sekreterare.